# ستيوارت جرين
ستيوارت جرين (بالإنجليزية: Stuart Green)‏ (15 يونيو 1981 في المملكة المتحدة - ) هو لاعب كرة قدم بريطاني في مركز الوسط. لعب مع كريستال بالاس ونادي بلاكبول ونيوكاسل يونايتد وهال سيتي ونادي كارلايل يونايتد ونادي كرو ألكساندرا وويكمب وندررز ونادي ووركينغتون وWhitehaven A.F.C. ‏.

## وصلات خارجية
- ستيوارت جرين على موقع قاعدة بيانات كرة القدم.إي يو (الإنجليزية)
- ستيوارت جرين على موقع Soccerbase.com (لاعب) (الإنجليزية)